# سترة الصلاة

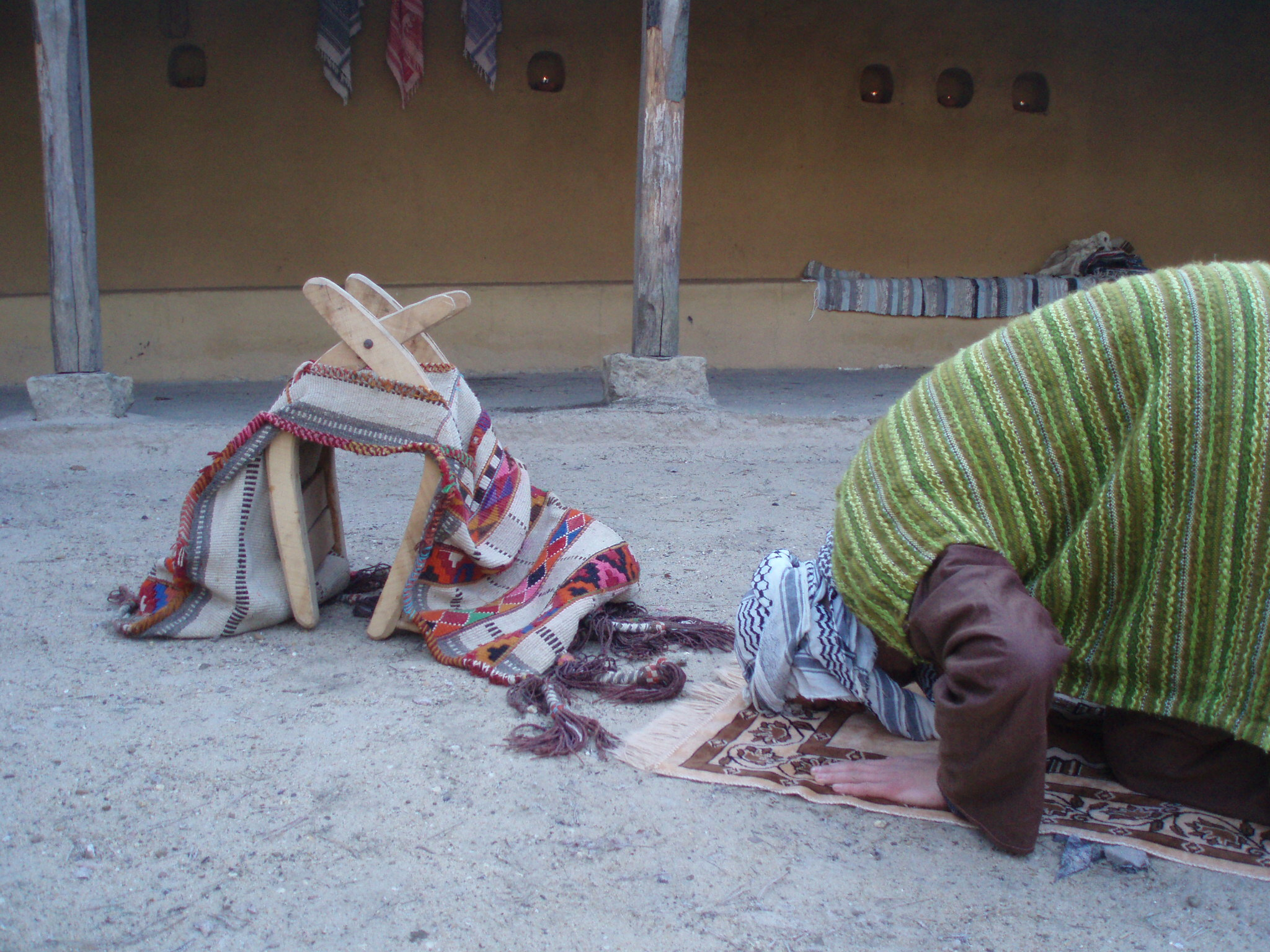
رجل يصلي إلى سترة وهي هنا سرج جمل

سترة الصلاة هي حاجز يضعه المصلي أمامه أثناء أدائه للصلاة.

## أحاديث حول السترة
- قال رسول الله: «إذا صلى أحدكم إلى سترة فليدن منها لا يقطع الشيطان عليه صلاته»[1]
- قال رسول الله: «لا تصل إلا إلى سترة، ولا تدع أحداً يمر بين يديك، فإن أبى فلتقاتله؛ فإن معه القرين»[2]